# Władysław IV. Wasa

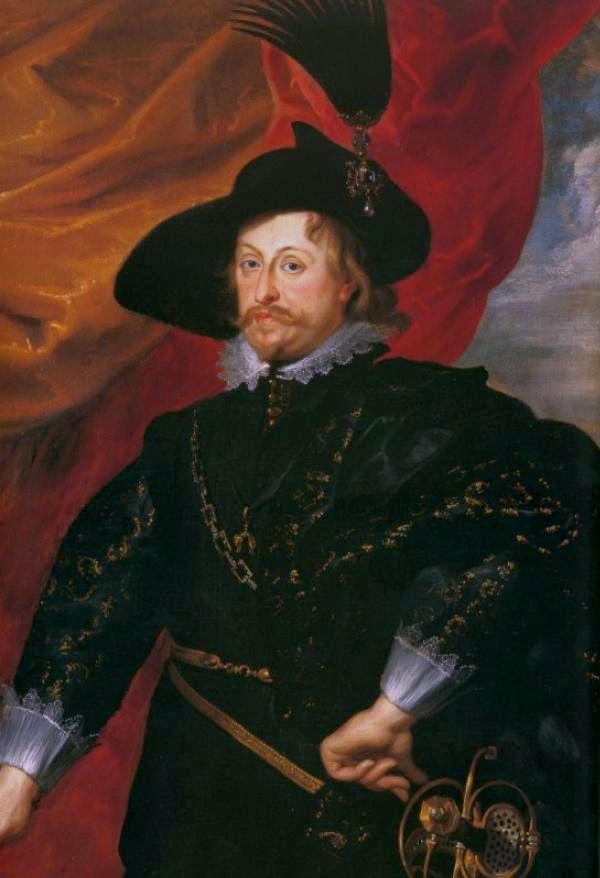
König Władysław IV. Wasa (Gemälde von Peter Paul Rubens, 1630)

Władysław IV. Wasa (polnisch Władysław IV Waza, litauisch Vladislovas II Vaza, deutsche Schreibweise oft Wladislaw IV. Wasa; * 9. Juni 1595 in Krakau; † 20. Mai 1648 in Merecz) war als gewählter König von Polen und Großfürst von Litauen von 1632 bis 1648 der Herrscher des Staates Polen-Litauen sowie Titularkönig von Schweden und von 1610 bis 1613 erwählter Zar von Russland und nach seiner Verdrängung durch Michael Romanow von 1613 bis 1634 Titularzar von Russland.
Władysław entstammte der schwedischen Dynastie der Wasa und war auch Mitglied des Ordens vom Goldenen Vlies.

## Königliche Titulatur
- Titulatur auf Latein: „Vladislaus Quartus Dei gratia rex Poloniae, magnus dux Lithuaniae, Russiae, Prussiae, Masoviae, Samogitiae, Livoniaeque, Smolenscie, Severiae, Czernichoviaeque necnon Suecorum, Gothorum Vandalorumque haereditarius rex, electus magnus dux Moschoviae.“
- Deutsche Übersetzung: „Władysław IV., durch Gnaden Gottes König von Polen, Großfürst von Litauen, Rus, Preußen, Masowien, Samogitien, Livland, Smolensk, Sewerien, Czernihów, ebenso Erbkönig der Schweden, Goten und Vandalen, erwählter Großfürst von Moskau“

## Leben
Władysław war der Sohn des Königs Sigismund III. Wasa und der Erzherzogin Anna von Österreich-Steiermark.
Durch die Tagebuchaufzeichnungen dreier ihn begleitender polnischer Adliger ist seine 1624/1625 unternommene Kavalierstour gut dokumentiert. Weihnachten 1624 verlieh ihm Papst Urban VIII. Schwert und Hut.

### Anspruch auf die Zarenkrone
Der erst 15-jährige Władysław wurde während der russischen Zeit der Wirren und des Polnisch-Russischen Krieges 1609–1618 zum vereinbarten nächsten Zaren. Nach dem Sturz von Wassili IV. 1610 schloss der Sieben-Bojaren-Rat einen entsprechenden Vertrag mit dem König Sigismund III. Die Wahl Władysławs wurde durch einen Semski Sobor bestätigt, allerdings kam es nie zu seiner Ankunft in Moskau und zu seiner Zarenkrönung. Sigismund III. wollte die Vertragsbedingungen nicht erfüllen, wonach Władysław zur russischen Orthodoxie übertreten sollte. Die Russen rebellierten gegen die polnische Garnison in Moskau und vertrieben sie anschließend im Jahre 1612. Im Jahr darauf wurde Michael Romanow zum neuen Zaren gewählt.

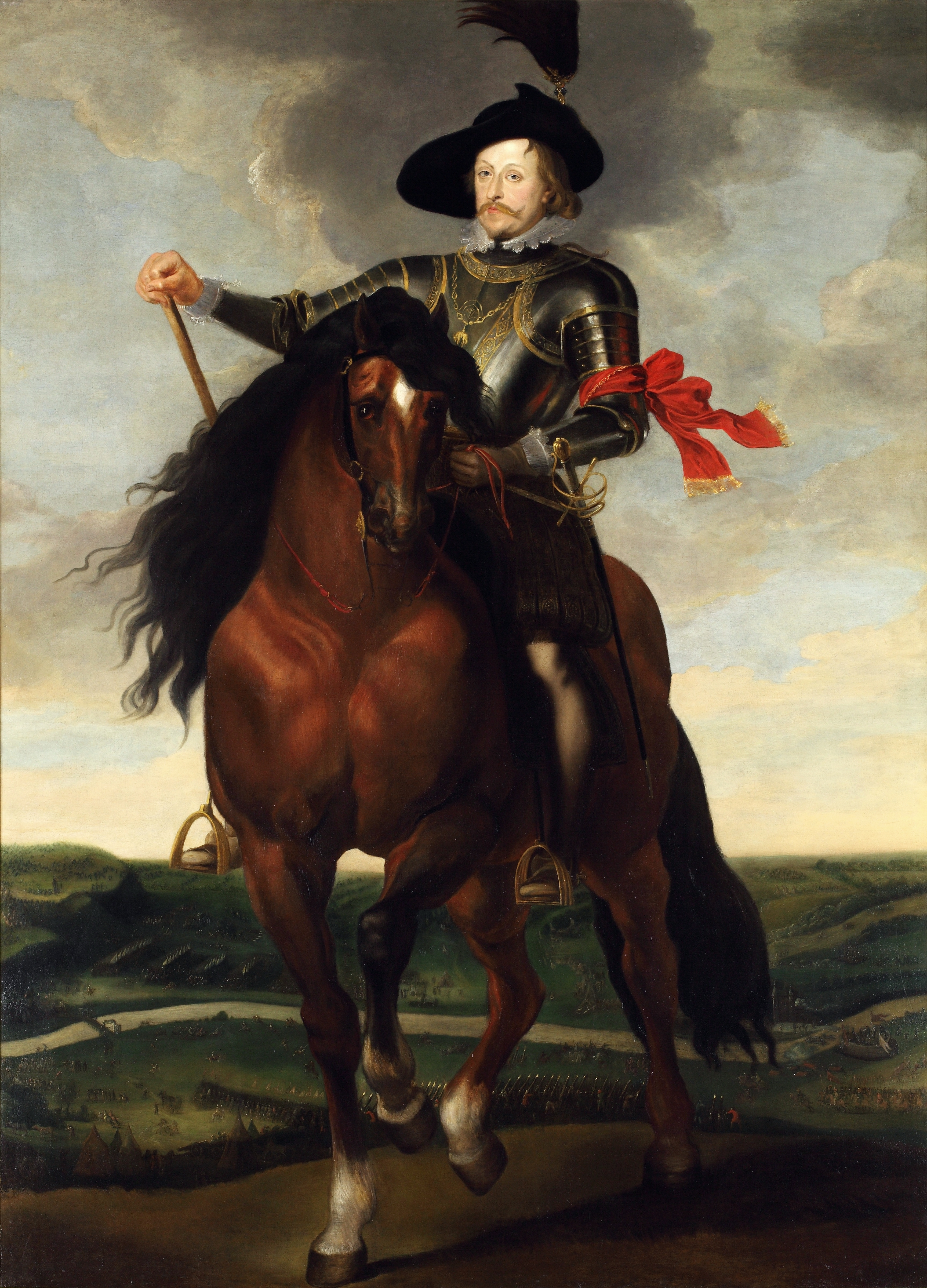
König Władysław Wasa zu Pferd

Władysław wollte seinen Anspruch auf die Zarenkrone nicht aufgeben und zog mit einem Heer, das aus dem polnischen Adel und den Saporoger Kosaken bestand, im Jahr 1617 gegen Moskau. 1618 kam es zu einer erfolglosen Belagerung der Stadt. Der Feldzug mündete nach harten Verhandlungen im Vertrag von Deulino, der für 14 ½ Jahre Frieden und die De-facto-Anerkennung von Michael I. Romanow brachte.
Unmittelbar nach Ablauf dieser Frist und nach seines Vaters Tod 1632 wurde Władysław zum polnischen König gewählt und in Krakau gekrönt. Während des Russisch-Polnischen Krieges 1632–1634 konnte er an der Spitze eines Heeres die von den Russen belagerte Stadt Smolensk entsetzen. Im Ewigen Frieden von Poljanowka verzichtete er endgültig auf seine Thronansprüche in Russland, im Austausch dafür gaben die Russen alle Städte zurück, die sie im Krieg zuvor erobert hatten.

### Anspruch auf die schwedische Krone
Władysław war Erbkönig (arvkonung) von Schweden. Seine Ansprüche auf den schwedischen Thron waren oft Gründe für Streitigkeiten und Kriege zwischen Polen und Schweden.
1641 bestätigte er als letzter polnischer König dem Kurfürsten Friedrich Wilhelm von Brandenburg die Lehnsherrschaft im Herzogtum Preußen.

### Kosakenaufstand und Tod
Während der Herrschaft von Władysław verschlechterte sich die Lage in der Ukraine. Die Magnaten häuften dort ihr Vermögen und unterdrückten das Kosakenvolk, deren Aufstände sehr hart bekämpft wurden. Die wachsende Unzufriedenheit führte im Jahre 1648 zum großen Kosaken- und Bauernaufstand unter der Führung von Bohdan Chmelnyzkyj an der Spitze im Bündnis mit dem Khanat der Krim, der der polnischen Ritterschaft viele Verluste zufügte. Es ging auch um die konfessionelle Frage von katholisch oder orthodox und die Stellung der Juden, die heftige Pogrome erlitten. Der König nahm zur Entspannung 40.000 neue Registerkosaken auf und erreichte 1649 den Frieden von Zborów.
Ein paar Tage danach starb König Władysław. Herz und Eingeweide wurden in der Kathedrale von Wilna beigesetzt.

## Ehe und Familie
In der ersten Ehe war er mit seiner Cousine, Erzherzogin Cäcilia Renata, Tochter von Kaiser Ferdinand II. verheiratet. Es war eine sehr unglückliche Ehe: Zwei Kinder starben im Kindesalter. Unmittelbar nach der dritten Geburt, einer Totgeburt, starb auch Cäcilia.
Im politischen Leben König Władysławs spielte seine zweite Frau eine große Rolle, die Königin Marie Luise von Nevers-Gonzaga, die für das gute Verhältnis mit Frankreich sorgte und sich für die Wahl Vivente Rege (die Wahl des Nachfolgers zu Lebzeiten des Herrschers) einsetzte. Sie heiratete nach seinem Tod seinen Halbbruder und Nachfolger Johann II. Kasimir.

## Einzelbelege
1. ↑  Bolko Schweinitz (Hrsg.): Die Reise des Kronprinzen Władysław Wasa in die Länder Westeuropas in den Jahren 1624/1625: mit 91 zeitgenössischen Kupferstichen. Kiepenheuer, Leipzig 1988, ISBN 978-3-378-00126-8.
2. ↑  Catherine Merridale: Der Kreml: eine neue Geschichte Russlands. WBG, Darmstadt 2014, ISBN 978-3-534-26455-1, S. 177–180.
3. ↑  Michał Rożek: Wawel i Skałka: Panteony polskie. Zakład Narodowy Imienia Ossolińskich, Wydawn, Wrocław 1995, ISBN 978-83-04-04058-8, S. 23.

| Vorgänger          | Amt                                   | Nachfolger    |
| ------------------ | ------------------------------------- | ------------- |
| Wassili IV.        | Designierter Russischer Zar 1610–1613 | Michael I.    |
| Sigismund III./IV. | König von Polen 1632–1648             | Johann II./I. |
| Sigismund III./IV. | Großfürst von Litauen 1632–1648       | Johann II./I. |

| Personendaten    | Personendaten                                                 |
| ---------------- | ------------------------------------------------------------- |
| NAME             | Władysław IV. Wasa                                            |
| ALTERNATIVNAMEN  | Wladislaw IV. Wasa (deutsch); Vladislovas II Vaza (litauisch) |
| KURZBESCHREIBUNG | polnischer König, quasi Zar von Russland                      |
| GEBURTSDATUM     | 9. Juni 1595                                                  |
| GEBURTSORT       | Krakau, Polen                                                 |
| STERBEDATUM      | 20. Mai 1648                                                  |
| STERBEORT        | Merecz                                                        |